# Dōjinshi

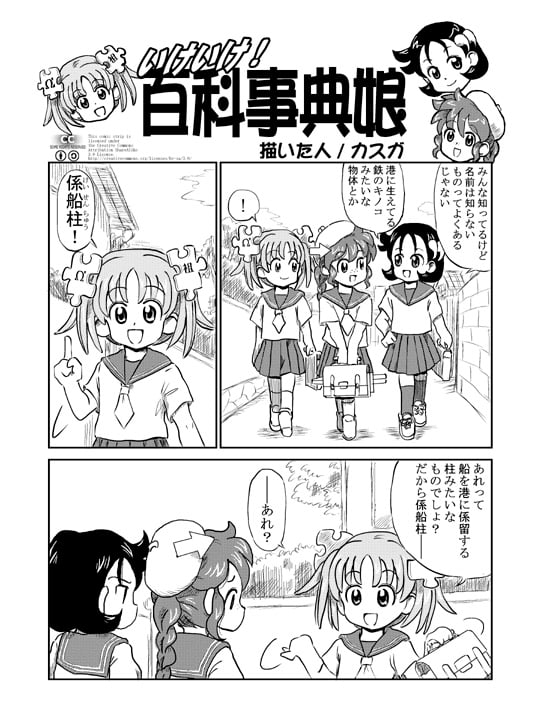
Fragment stworzonego przez fana komiksu o Wikipe-tan

Dōjinshi (jap. 同人誌), właściwie dōjin-zasshi (jap. 同人雑誌 dosł. „magazyn tak samo myślących”) – japoński termin dla samopublikowanych prac, najczęściej magazynów, mang i powieści. Poza Japonią jest często utożsamiany z pojęciem fan fiction.

## Charakterystyka
Są to komiksy, które opierają się najczęściej na naśladowaniu oryginalnych dzieł. Dōjinshi może opowiadać historię tych samych bohaterów w nieco inny sposób, rozwinąć fabułę po zakończeniu oryginału, przedstawić tę samą historię z perspektywy innych osób lub opowiadać nową historię, zachowując tych samych bohaterów. Dōjinshi nie jest zwykłą kopią – twórca tego typu dzieła musi dodać coś specyficznego, odróżnić swą pracę od oryginału.
Pomimo naruszania prawa autorskiego przez część dōjinshi, twórcy mang zwykle nie podejmują starań o zlikwidowanie ich rynku.

## Dōjinshi w Polsce
W Polsce wydawaniem dōjinshi zajmowało się wydawnictwo Studio JG, odpowiedzialne także za wydawanie magazynu „Otaku”. Jego nakładem ukazało się kilka dōjinshi poświęconych bohaterom takich serii jak Death Note, Naruto i Harry Potter.